# Taranaki Rugby Football Union
Die Taranaki Rugby Football Union (TRFU) ist der Rugby-Union-Provinzverband der Region Taranaki der Nordinsel Neuseelands. Die Auswahlmannschaft des Verbandes in der nationalen Meisterschaft ITM Cup trägt ihre Heimspiele im Yarrow Stadium in New Plymouth aus.
Taranaki war bisher viermal im Besitz des Ranfurly Shield, in den Jahren 1913, 1957, 1963 und 1996.
Spieler von Taranaki sind berechtigt, in der internationalen Liga Super Rugby zu spielen und werden von den Hurricanes aufgeboten.

## Bekannte ehemalige und aktuelle Spieler
- Mark Allen
- Kieran Crowley
- Jason Eaton
- John Graham
- Andrew Hore
- Census Johnston
- Chris Masoe
- Graham Mourie
- Reuben Thorne